# Chałczi
Chałczi, także Chołcza (ros. Халчи, Холча) – rzeka (ruczaj) na południowym zachodzie europejskiej części Rosji w obwodzie kurskim w rejonie fatieżskim, lewy dopływ Usoży o długości 16 km.
Rzeka wypływa ze źródeł na Wyżynie Środkoworosyjskiej w pobliżu wsi (ros. село, trb. sieło) Wierchnije Chałczi, a uchodzi do Usoży około 1 km od chutorów Wiesiołyj i Nagornyj.
Dopływami Chałczi jest kilka bezimiennych ruczajów, a największą miejscowością przy jego nurcie jest wieś (ros. деревня, trb. dieriewnia) Niżnije Chałczi.